# Szent István király templom (Őcsény)
Az őcsényi Szent István király templom Őcsény központjában, a református templommal szemben álló, modern stílusban épült római katolikus templom.

## Története
Őcsény évszázadokon át református falu volt, a 19. század második felétől azonban jelentős beköltözések kezdődtek meg, amelyek átalakították a falu vallási összetételét. A helyi katolikus gyülekezet 1918 őszétől a decsi lelkészség része lett, az ottani papok jártak át misézni vasárnaponként. Virág Ferenc pécsi megyéspüspök az őcsényi hívek kérésére önálló lelkészséggé alakította Őcsényt 1932. július 28-án. A katolikus lakók száma az 1930. évi országos népszámlálás szerint a településen 1814 fő volt. Ekkoriban templom hiányában a miséket még a régi iskolában tartották, amelyet imaháznak használtak, a lelkészlak pedig a Széchenyi utca 139. szám alatti bérelt ház volt.
1932. augusztus 1-jén létrehozták az önálló őcsényi plébániát, Pulay Jánost nevezték ki a falu első plébánosává. 1935. május 27-én volt az első bérmálás Őcsényben, a megbérmálkozottak száma 227 fő volt. A bérmálás előtti hónapban vette meg az egyházközség plébániául az addig bérelt épületet.
A budapesti örökimádó apácák felkérésére, a budapesti Eucharisztikus világkongresszus alkalmából, 1938-ban XI. Piusz pápának teljes miseruha felszerelést készítettek ajándékba az őcsényi egyházközség népművész és kézműves asszonyai, de még a helyi reformátusok is részt vettek a megtisztelő feladatban.
1938. augusztus 7-én letették a templom alapkövét Szent István király és Boldog Mór pécsi püspök tiszteletére. Augusztus 31-én megkezdődött a templom építése. A tervező és építész Gosztonyi Gyula pécsi építésmérnök volt. December 4-én került tető alá a templomépület. 1939. november 19-én Virág Ferenc megyéspüspök szentelte fel a templomot, az eseményről a korabeli sajtó részletesen beszámolt. Ezelőtt építették be a Pécsi székesegyháztól ajándékul kapott kb. 250 éves empire stílusú márványoltárt. 1940. április 1-jétől folytatódtak a munkálatok a torony és az árkádsor építésével. A toronykereszt ünnepélyes felhelyezésére június 23-án került sor.
1941-ben az új plébános Sümegi Kálmán lett. Ekkor festette ki a templom belsejét Ollé Imre helyi festő, aki többek között a templom oltárképét is elkészítette. 1942 év pünkösdjén szentelték meg a 135 kg-os nagyharangot. 1943-ban történt a templom és a torony külső vakolása Szabó Gyula szekszárdi építész vezetésével.
1966. július 22-től a község új lelkipásztora Rozs László lett. Az 1980-as évek elején betegség miatt nem tudta tovább ellátni hivatalát, így újra Decshez csatolták oldallagos ellátásra a falut Dóra Antal decsi plébános vezetése alá. 1985 októberétől Dóra Antal hirtelen halálát követően a Szekszárd-belvárosi plébániához csatolták a falut Mayer Mihály plébános úr vezetése alá, aki később az egyházmegye püspöke lett. Ekkoriban vezették be a templomba a gázfűtést, valamint beüvegezésre került az árkádsor északi része, amelyet később üzlethelyiségnek adtak ki.
1989 novemberétől Farkas Béla plébános lett az új lelkipásztora a falunak. Vezetése alatt megtörtént a templom belsejének átalakítása, többek között a szentély ünnepélyessé tétele, a padozat márvánnyal burkolása, a sekrestye lebetonozása és kifestése. Püspöki segédlettel és anyagi hozzájárulással a teljes tetőzet felújítása, a templom és torony külső festése is elkészült. 1999. november 28-án a felújított tornyot megszentelte Mayer Mihály pécsi megyéspüspök. 2000. augusztus 20-án volt a templom jubileumi búcsúja, amelyet egy komoly misztériumjátékkal ünnepeltek meg a hívek.
2012 novemberében püspöki misével, ünnepi előadással és közös vacsorával ünnepelte meg a katolikus közösség az önálló őcsényi egyházközség 80. születésnapját, amelyen Udvardy György pécsi megyéspüspök volt a díszvendég. Alig 2 hónap múlva a püspök rendelettel megszüntette az önálló őcsényi plébániát, azt filiává minősítette vissza, és az azt ellátó szekszárdi plébániához csatolta.
2016. március 13-án éjjel egy 22 éves helyi férfi betört a templomba. Az iskola felőli oldalon próbálkozott, ahol az egyik ablakot berepesztette, végül egy másikat betört és bemászott az épületbe, ahonnan ellopta a Szent Antal szobor alatti templomi perselyt. A rendőrök a helyszínelés során a sáros lábnyomok mellett megtalálták a betörő lakcímkártyáját, amelyet a szerencsétlen tolvaj a tetthelyen felejtett. Az összetört perselyt, amelyből mindössze néhány száz forintot zsákmányolt a tettes, éppen az egyik hívő mintegy 100 méterre lévő telkére dobta be, balszerencséjére így azt is hamar megtalálták. A rendőrség elfogta a bűnöst, ám elegendő bizonyíték hiányára hivatkozva nem büntették meg, így az újraüvegezés költségét a helyieknek kellett állniuk.

## Harangok
A templom tornyában jelenleg 3 kis méretű harang lakik. A legrégebbi és legkisebb ezek közül a lélekharang, amelyet 1890-ben öntöttek, és a templom előtt az imaházhoz tartozott. A templom felépülése után 1942-ben további két harangot öntöttek. 2006-ban a templom középső harangja megrepedt, az újraöntésére, majd a harangrendszer és a vezérlés modernizálására a cserével együtt került sor. A harangvezérlést és az elektromos meghajtást a székesfehérvári Rancz Kft. készítette.
A templom 3 harangja és a legfontosabb adataik:
Szent István király-nagyharang
- hangja: Disz2 +47
- súlya: 135 kg
- Öntötte Szlezák László Budapesten, 1942-ben

Szűz Mária-harang
- hangja: G2 -40
- súlya: kb. 70 kg
- Újraöntötte Gombos Miklós Őrbottyánban, 2006-ban

Szent István-lélekharang
- hangja: C3 +31
- súlya: kb. 30 kg
- Öntötték a Ruepprecht testvérek Pécsen, 1890-ben[10]

## Miserend
A templomban vasárnaponként 11 órakor kezdődnek a szertartások. Az oldallagos ellátás miatt általában az alkalmak csupán fele szentmise, míg a maradék általában diakónus vezette igeliturgia áldoztatással.